# Hannelore Desmet
Hannelore Desmet (ur. 25 lutego 1989) – belgijska lekkoatletka specjalizująca się w skoku wzwyż.
W 2005 zajęła trzecie miejsce podczas europejskiego festiwalu młodzieży. Dwa lata później była dziesiąta na juniorskim czempionacie Starego Kontynentu, a w 2008 zdobyła – ex aequo z Kubanką Lesyanís Mayor – brązowy medal mistrzostw świata juniorów. Odpadła w eliminacjach mistrzostw Europy w Barcelonie (2010). Reprezentantka Belgii w pucharze Europy i drużynowym czempionacie Europy. Złota medalistka mistrzostw kraju w hali i na stadionie.
Rekordy życiowe: stadion – 1,90 (1 sierpnia 2015, Ninove); hala – 1,88 (20 lutego 2011, Gandawa).

## Osiągnięcia
| Rok  | Impreza                              | Miejsce            | Lokata            | Wynik |
| ---- | ------------------------------------ | ------------------ | ----------------- | ----- |
| 2005 | Olimpijski Festiwal Młodzieży Europy | Lignano Sabbiadoro | 3. miejsce        | 1,78  |
| 2006 | Gimnazjada                           | Saloniki           | 4. miejsce        | 1,78  |
| 2007 | II liga pucharu Europy               | Odense             | 4. miejsce        | 1,79  |
| 2007 | Mistrzostwa Europy juniorów          | Hengelo            | 10. miejsce       | 1,75  |
| 2008 | I liga pucharu Europy                | Leiria             | 6. miejsce        | 1,82  |
| 2008 | Mistrzostwa świata juniorów          | Bydgoszcz          | 3. miejsce        | 1,86  |
| 2009 | I liga drużynowych mistrzostw Europy | Bergen             | 2. miejsce        | 1,86  |
| 2009 | Młodzieżowe mistrzostwa Europy       | Kowno              | 10. miejsce       | 1,79  |
| 2009 | Uniwersjada                          | Belgrad            | 10. miejsce       | 1,85  |
| 2010 | I liga drużynowych mistrzostw Europy | Budapeszt          | 6. miejsce        | 1,85  |
| 2010 | Mistrzostwa Europy                   | Barcelona          | el. – 25. miejsce | 1,83  |